# 李高迁
李高迁（？—654年），岐州岐山（在今陕西宝鸡市）人。唐朝武德年间开国功臣。
隋末，客游太原，成为李渊门客。隋義寧元年（617年）五月，李淵准备在晉陽起兵，在擒拿高君雅、王威等人时立功。六月，李渊建大将军府，并置左、右三军，李高迁授右三统军。之后领军从平霍邑，围攻京城，力战功最，累迁左武卫大将军，封江夏郡公，检校西麟州刺史。
武德五年（622年）六月，苑君璋部将高满政以马邑投降唐朝，唐朝以高满政为朔州总管。随后苑君璋及突厥吐屯设进攻马邑，高满政向唐朝请求援兵。唐高祖令右武候大将军李高迁督兵帮助镇守，战于腊河谷，击破敌军。不久敌军再次盛兵而来，李高迁抵挡不住，弃城而逃，其部下将士皆没，以此坐除名徙边。后以佐命之功，拜陵州刺史。永徽五年卒，赠凉州都督。 